# 人民代表宫

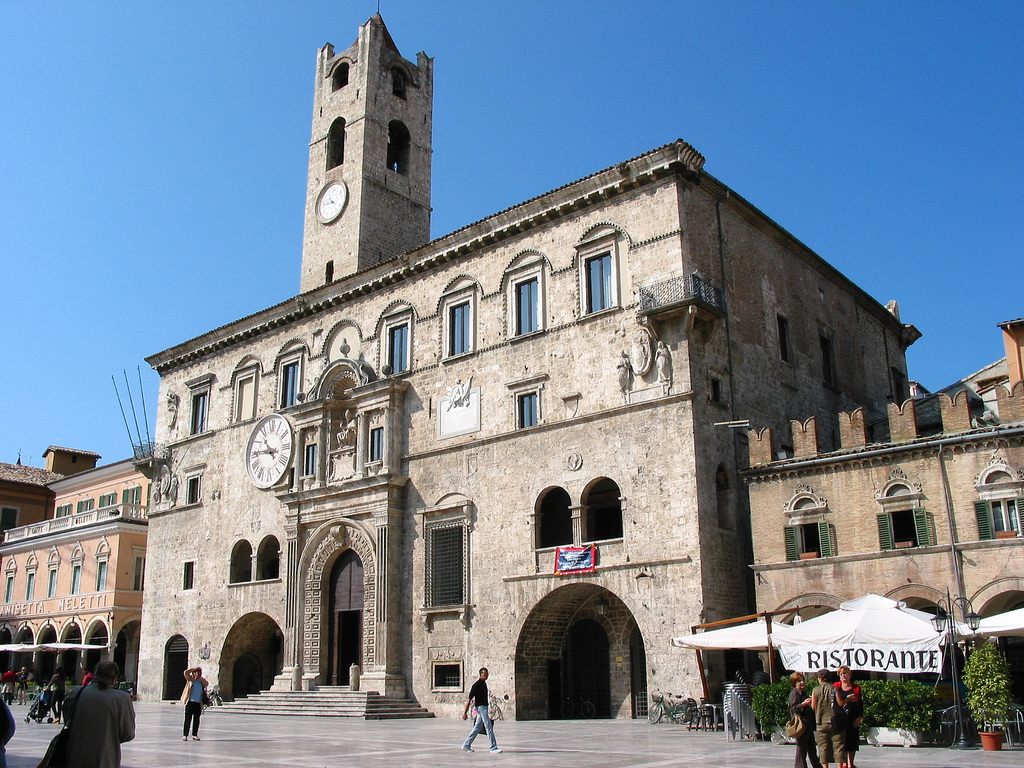

人民代表宫（Palazzo dei Capitani del Popolo）是意大利马尔凯大区阿斯科利皮切诺最著名的历史建筑之一，位于市中心的人民广场,它的中世纪锯齿形塔楼旁边就是历史悠久的梅莱蒂咖啡馆。这座庄严的宫殿是政治权力的象征，涵盖了阿斯科利行政、公共和社会生活的大部分历史阶段。

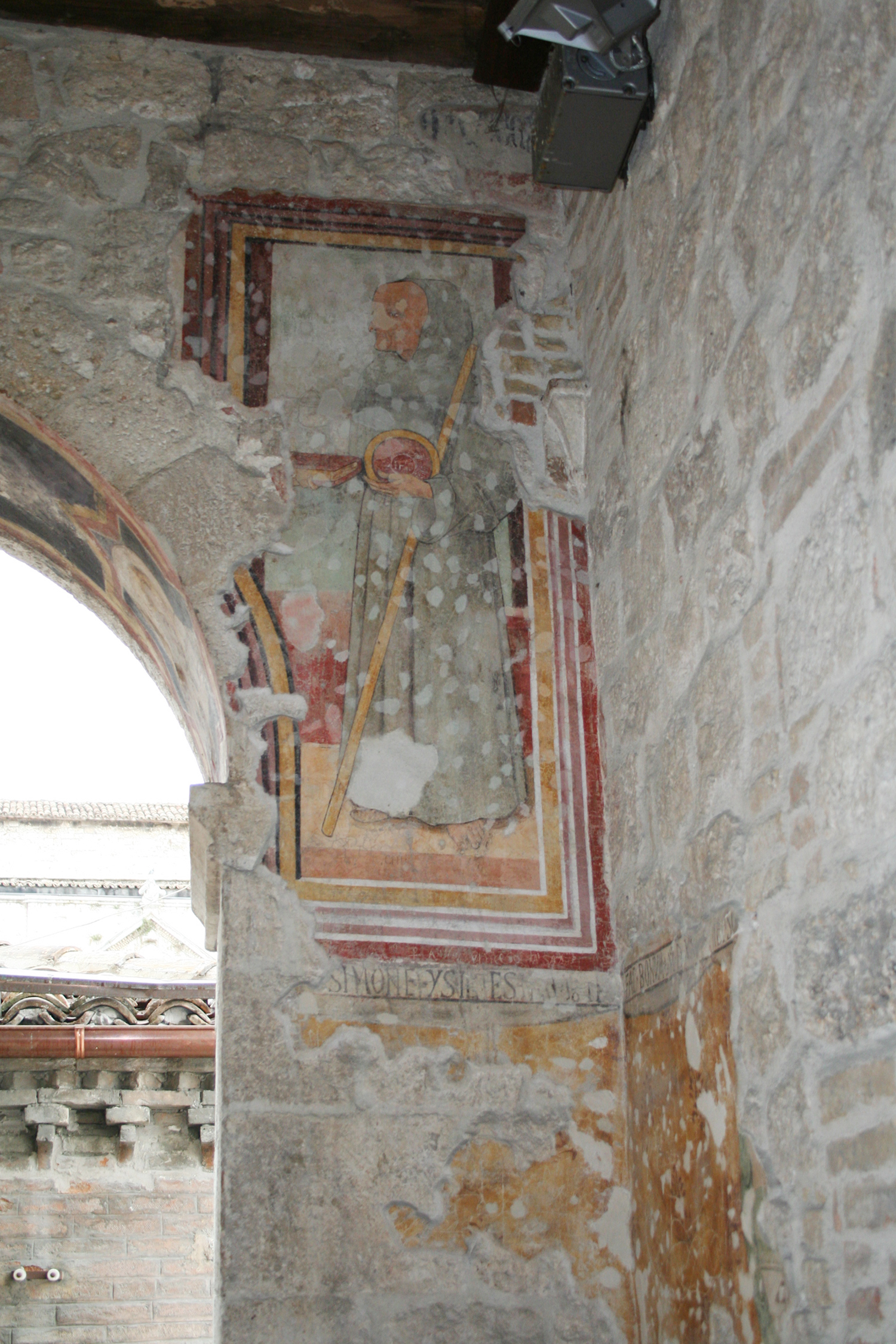
1490年的湿壁画

该建筑建于13世纪中期到14世纪之间 ，当时阿斯科利商业扩张，阿伦戈宫（Palazzo dell'Arengo）已经不足以满足新的需求 当时这里成为中世纪地方行政机构成员、工匠阶级代表“人民代表”（Capitani del Popolo）的驻地，行使立法权。。1518-1520年，宫殿改建为现在的形式。

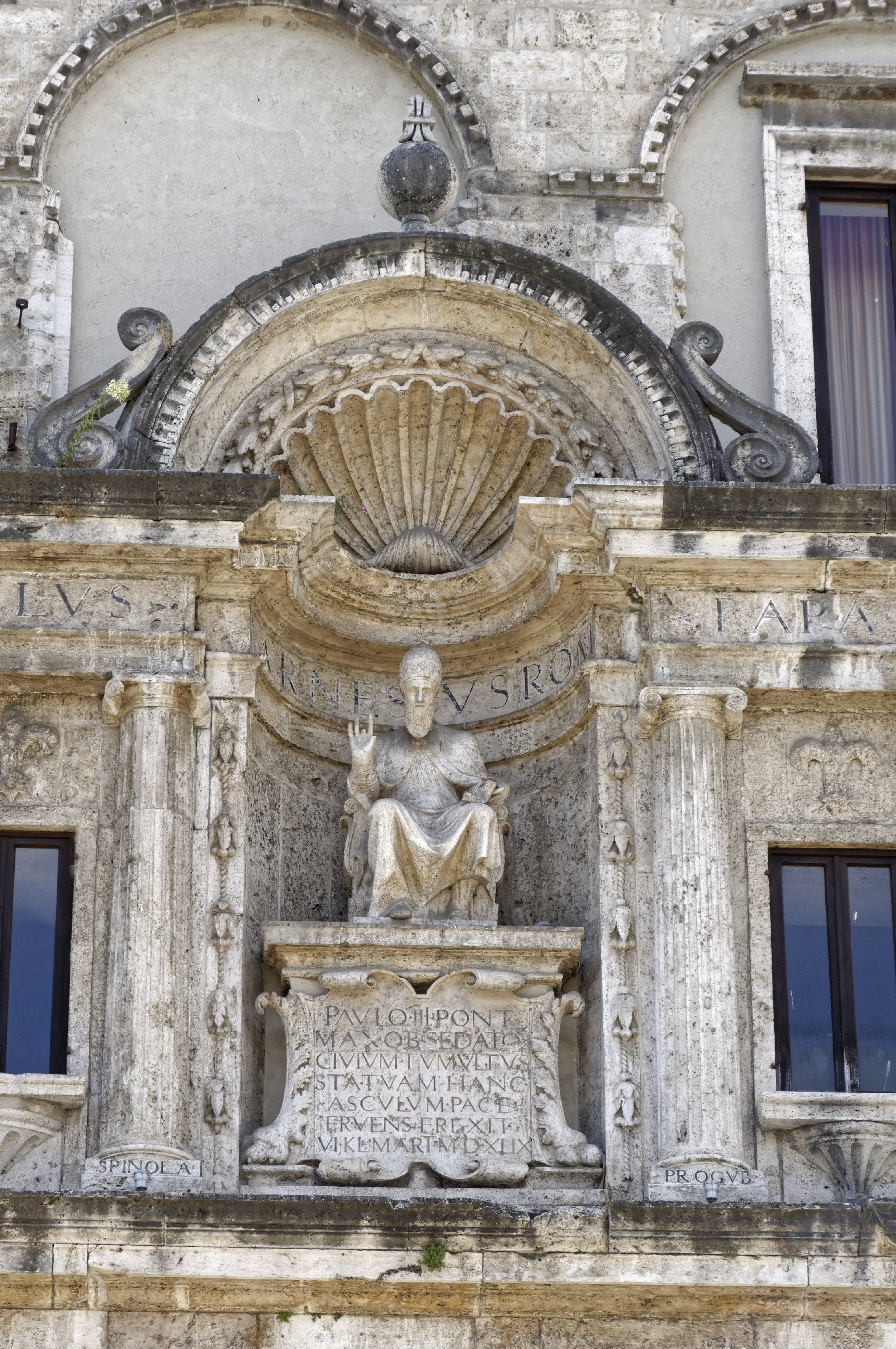
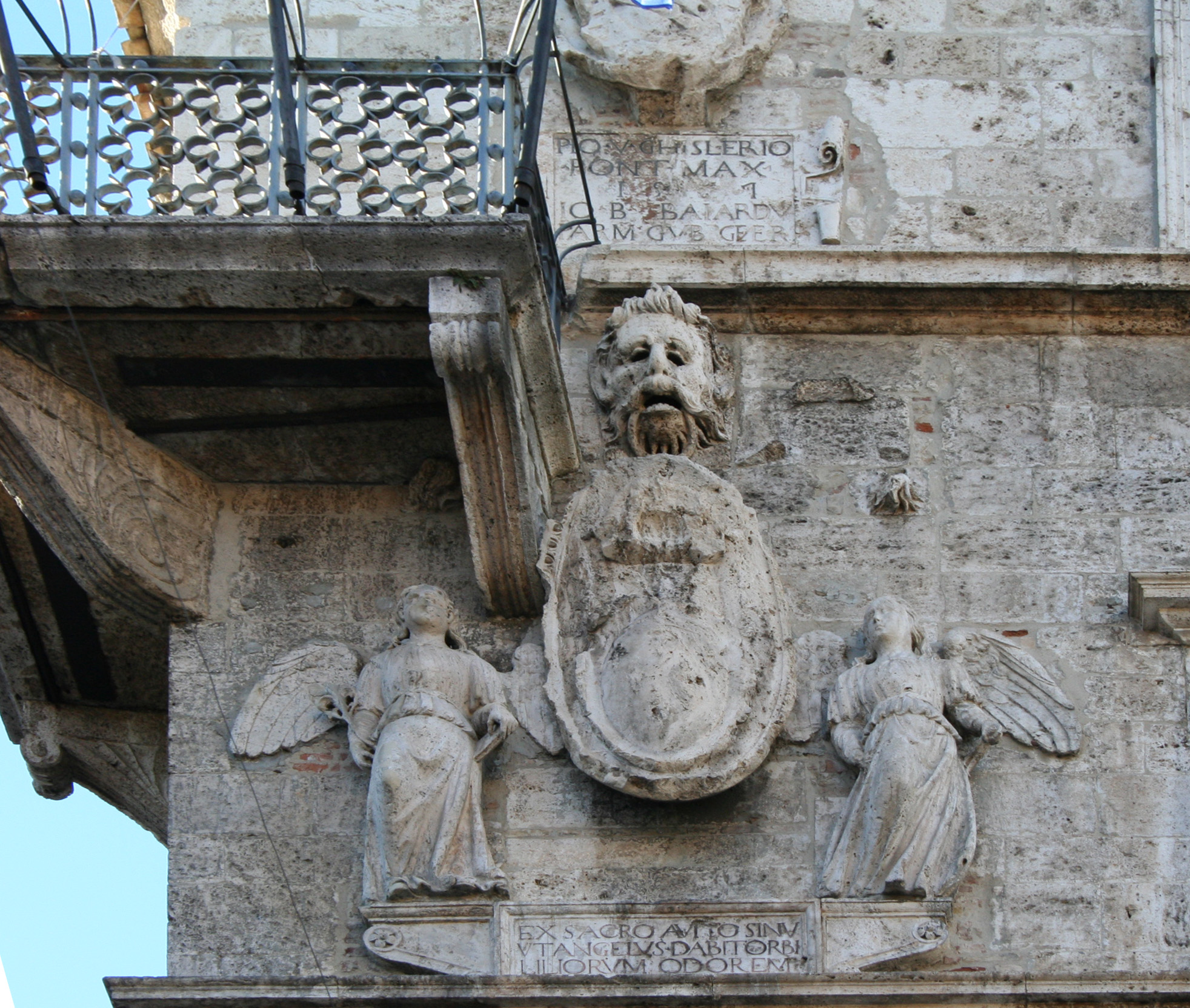
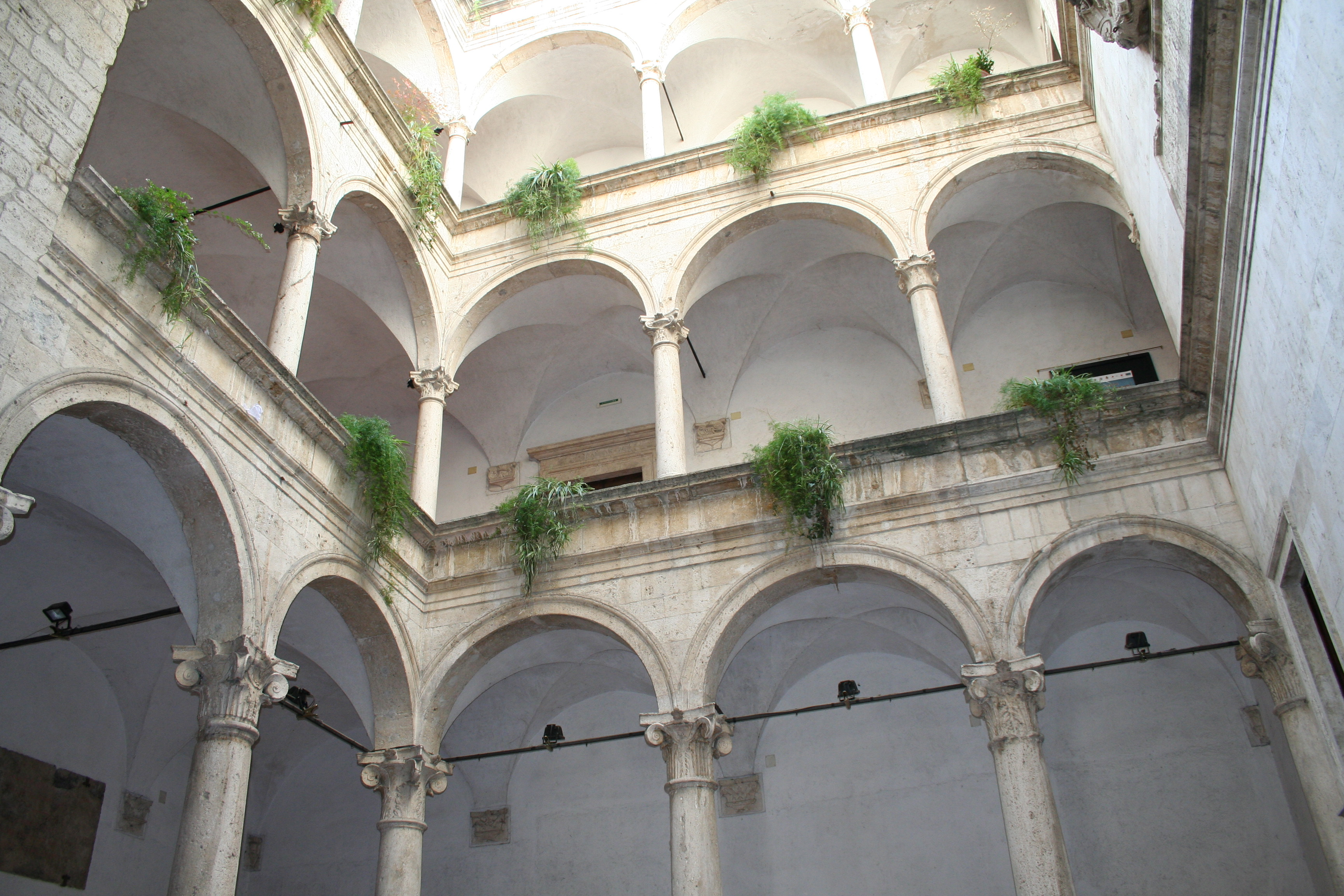
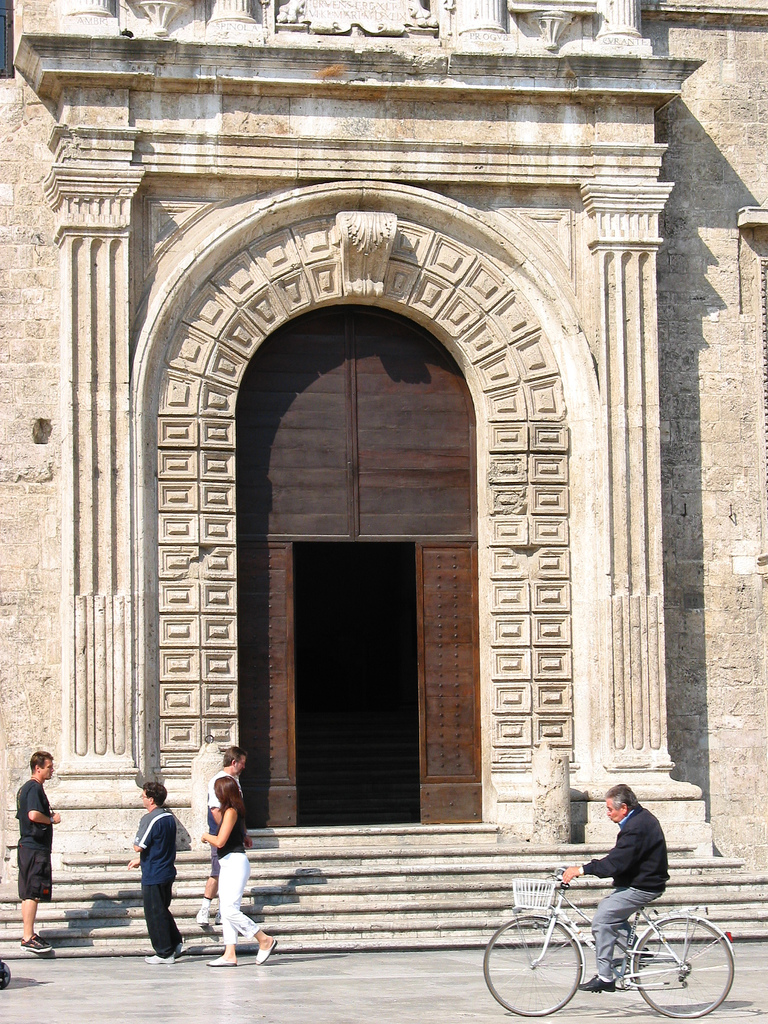
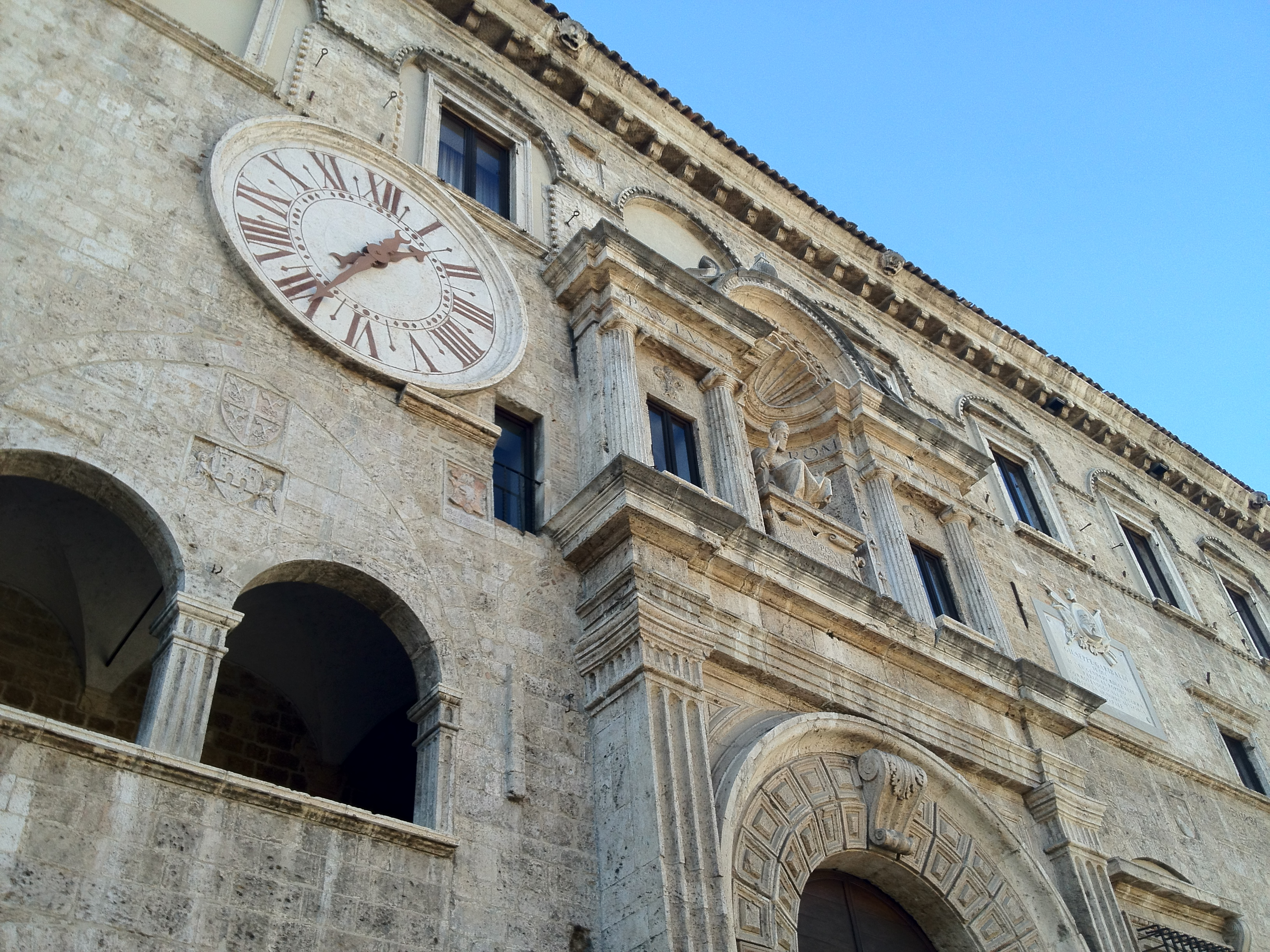